# Zulia Calatayud
Zulia Calatayud (Zulia Inés Calatayud Torres; * 9. November 1979 in Havanna) ist eine ehemalige kubanische Mittelstreckenläuferin, die sich auf die 800-Meter-Distanz spezialisiert hatte.
1995 fing sie ernsthaft mit dem Laufsport an, zunächst vorwiegend als Sprinterin. 1999 gewann sie überraschend bei den Panamerikanischen Spielen in Winnipeg Silber, schied aber bei den Weltmeisterschaften in Sevilla im Vorlauf aus. In der 4-mal-400-Meter-Staffel kam sie mit dem kubanischen Team auf den siebten Platz. Bei den Olympischen Spielen 2000 in Sydney wurde sie Sechste über 800 Meter und Achte in der 4-mal-400-Meter-Staffel, bei den Weltmeisterschaften 2001 in Edmonton erreichte sie das Halbfinale, und beim Weltcup 2002 in Madrid wurde sie Vierte.
Nach einer Verletzungspause von anderthalb Jahren wurde sie 2004 iberoamerikanische Meisterin und Achte bei den Olympischen Spielen in Athen. Es folgten ihre beiden erfolgreichsten Jahre: 2005 siegte sie bei den Weltmeisterschaften in Helsinki und beim Leichtathletik-Weltfinale in Monaco, 2006 bei den Zentralamerika- und Karibikspielen in Cartagena, beim Weltfinale in Stuttgart und beim Weltcup in Athen.
Zu Beginn der Saison 2007 war sie erneut durch eine Verletzung beeinträchtigt. Dennoch gewann sie bei den Panamerikanischen Spielen in Rio de Janeiro Bronze über 800 Meter und Gold mit der kubanischen 4-mal-400-Meter-Stafette. Bei den Weltmeisterschaften 2007 in Ōsaka und bei den Olympischen Spielen 2008 in Peking schied sie über 800 Meter im Halbfinale aus; in der Staffel kam sie auf den siebten bzw. den sechsten Platz.  
Im letzten Jahr ihrer leistungssportlichen Karriere siegte sie bei den Zentralamerika- und Karibikmeisterschaften 2009. Bei den Weltmeisterschaften in Berlin erreichte sie das Halbfinale und belegte mit der 4-mal-400-Meter-Stafette den achten Platz.
Zulia Calatayud ist 1,69 m groß und wiegt 59 kg. Sie ist das jüngste von neun Geschwistern und wurde von Faustino Hernández trainiert.

## Persönliche Bestleistungen
- 400 m: 50,87 s, 30. Juni 2001, Alcalá de Henares
- 800 m: 1:56,09 min, 19. Juli 2002, Monaco
- 1000 m: 2:34,31 min, 30. August 2002, Brüssel (kubanischer Rekord)